# Culicoides pampaensis
Culicoides pampaensis är en tvåvingeart som beskrevs av Gustavo R. Spinelli 1991. Culicoides pampaensis ingår i släktet Culicoides och familjen svidknott. Inga underarter finns listade i Catalogue of Life.